# Amphineurus (Amphineurus) tumidus breviclavus
Amphineurus (Amphineurus) tumidus breviclavus is een ondersoort van de tweevleugelige Amphineurus (Amphineurus) tumidus uit de familie steltmuggen (Limoniidae). De ondersoort komt voor in het Australaziatisch gebied.